# St. Severin (Sand)

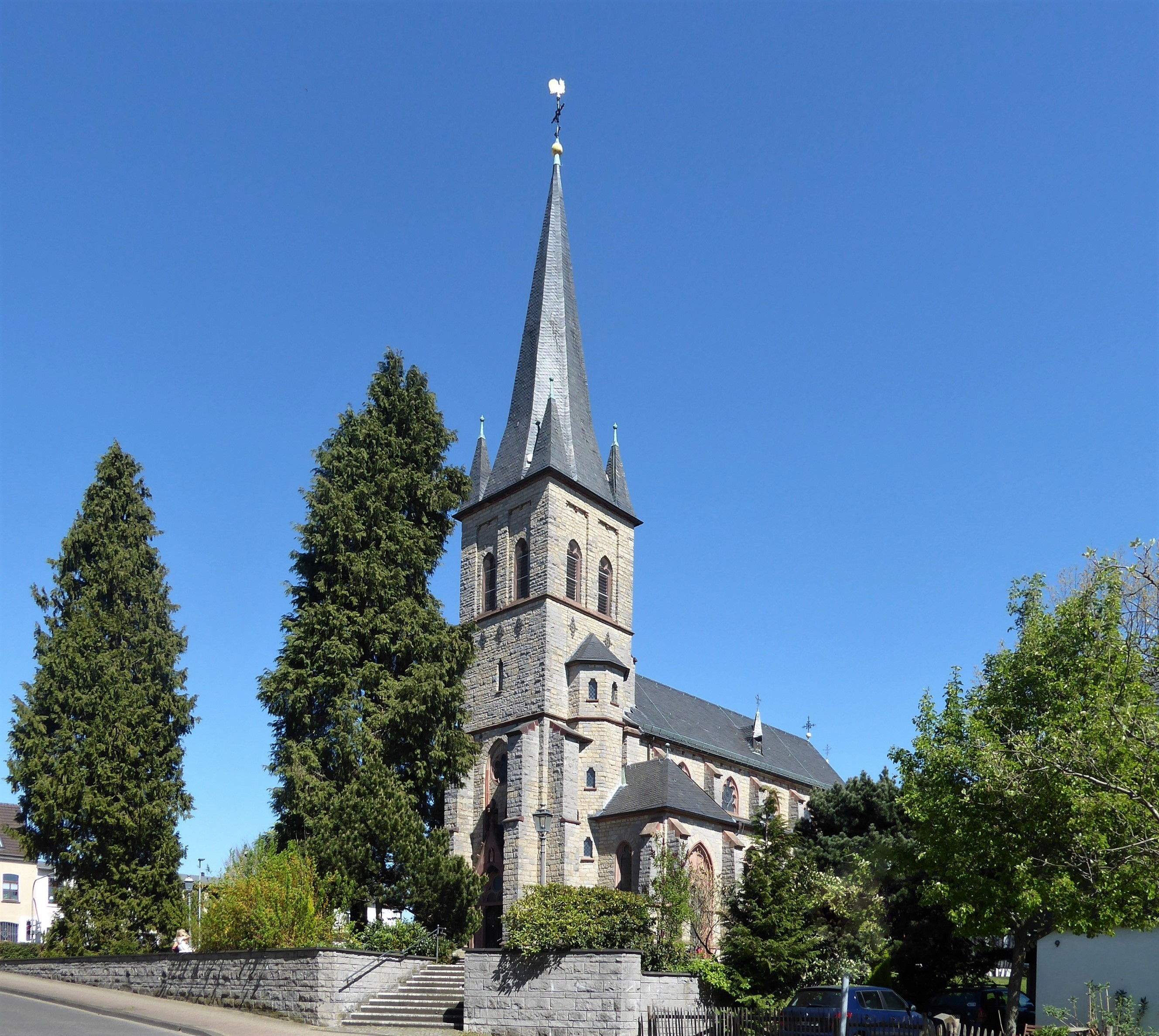
Katholische Kirche St. Severin (2022)

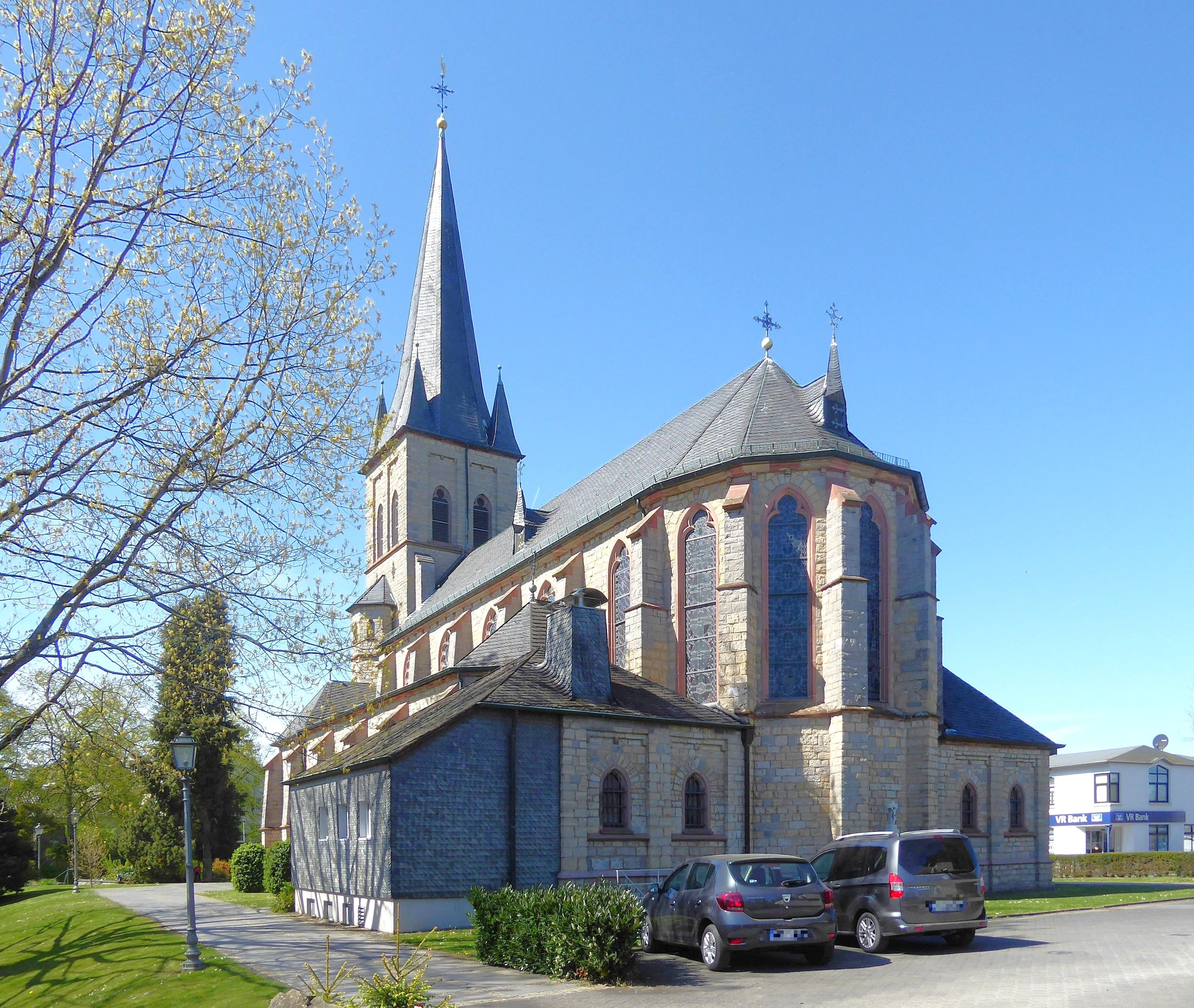
Ansicht von Südosten

Die Kirche St. Severin steht im Stadtteil Sand von Bergisch Gladbach (Rheinisch-Bergischer Kreis) an der Ecke Herkenrather Straße/Ommerbornstraße. Es handelt sich um eine neugotische römisch-katholische Kirche.

## Geschichte
Der Kirchenvorstand von Sand beschloss 1869, eine neue Kirche zu bauen, weil die alte Kirche auf dem Alten Kirchhof Sand zu klein und sanierungsbedürftig geworden war. Bei den Bauarbeiten stürzte am 21. November 1879 der Kirchturm ein, noch bevor er ein richtiges Dach hatte. Die Bauarbeiten gingen jedoch zügig weiter, so dass die Kirche am 23. Oktober 1881 durch Dechant Causemann aus Bensberg benediziert werden konnte. Die feierliche Kirchweihe durch den Bischof erfolgte am 28. Juli 1886. Zunächst baute man die Orgel von 1851 aus der alten Kirche ein. Da diese jedoch durch den Transport sehr gelitten hatte, ersetzte man sie 1908 durch eine neue Orgel. In beiden Weltkriegen mussten die Kirchenglocken abgegeben werden. Sie wurden 1924 durch drei und 1957 durch fünf neue Glocken ersetzt. 1989 bekam die Kirche eine neue Orgel.

## Baudenkmal
Die Kirche St. Severin Sand ist als Denkmal Nr. 98 in die Liste der Baudenkmäler in Bergisch Gladbach eingetragen.

## Pfarrgemeinde
St. Severin war Pfarrkirche der gleichnamigen Pfarrgemeinde. Am 1. Juli 2011 fusionierte St. Severin mit St. Joseph (Heidkamp), St. Maria Frieden (Eikamp), St. Johann Baptist (Herrenstrunden), St. Antonius Abbas (Herkenrath) und  St. Maria Empfängnis (Bärbroich) zur Pfarrgemeinde St. Joseph und St. Antonius im Kreisdekanat Rheinisch-Bergischer Kreis (Erzbistum Köln). Pfarrkirche der neuen Pfarrei ist St. Joseph in Heidkamp, St. Severin ist seitdem nicht mehr Pfarrkirche.